# دنيس ميدوز (سياسي)
دنيس ميدوز هو سياسي جامايكي، ولد في 7 أغسطس 1966 في كينغستون في جامايكا. نشط حزبياً في حزب العمال الجامايكي.